# Alpes del Marguareis
Los Alpes del Marguareis (en italiano, Alpi del Marguareis) son un grupo montañoso perteneciente a los Alpes Ligures. La cima principal es la Punta Marguareis que alcanza los 2.651 m s. n. m. y que da su nombre a esta subsección, y que es la más alta de todos los Alpes Ligures.
Se encuentran en el límite entre Italia (regiones del Piamonte y de Liguria) y Francia (departamentos de los Alpes-Marítimos).
Los Alpes del Marguareis se separan, a su vez, en los Prealpes Ligures (la otra subsección de los Alpes Ligures) por el puerto de Nava.

## Clasificación
Según la SOIUSA, los Alpes del Marguareis son una subsección alpina con la siguiente clasificación:
- Gran parte = Alpes occidentales
- Gran sector = Alpes del sudoeste
- Sección = Alpes Ligures
- Subsección = Alpes del Marguareis
- Código = I/A-1.II

## Delimitación
Girando en el sentido de las agujas del reloj, los límites geográficos de los Alpes del Marguareis son: paso de Tenda, Valle Vermenagna, llanura de Cuneo, río Tanaro, puerto de Nava, Valle Arroscia, mar de Liguria, Val Roia, paso de Tenda.

## Subdivisión
Los Alpes del Marguareis se subdividen en dos supergrupo, cinco grupos y dieciocho subgrupos:
- Cadena del Saccarello (A)
  - Grupo del Monte Saccarello (A.1)
    - Nudo del Monte Saccarello (A.1.a)
    - Costiera Monega-Carmo di Brocchi (A.1.b)
    - Dorsal del Monte Guardiabella (A.1.c)
    - Dorsal del Monte Moro (A.1.d)
    - Costiera Ceppo-Bignone (A.1.e)
    - Costiera del Monte Pietra Vecchia (A.1.f)
- Cadena Marguareis-Mongioie (B)
  - Grupo del Marguareis (B.2)
    - Nudo del Marguareis (B.2.a)
    - Dorsal Serpentera-Cars (B.2.b)
    - Subgrupo de Scarason (B.2.c)

  - Grupo Testa Ciaudion-Cima della Fascia (B.3)
    - Nudo de la Testa Ciadion (B.3.a)
    - Dorsal de la Cima della Fascia (B.3.b)
    - Contrafuerte del Monte Pianè (B.3.c)
    - Costiera del Bric Costa Rossa (B.3.d)

  - Grupo Mongioie-Mondolè (B.4)
    - Nudo del Mongioie (B.4.a)
    - Dorsal Cima della Brignola-Mondolè (B.4.b)

  - Grupo Pizzo d'Ormea-Monte Antoroto (B.5)
    - Costiera Bric di Conolia-Pizzo d'Ormea (B.5.a)
    - Contrafuerte del Monte Baussetti (B.5.b)
    - Subgrupo del Bric Mindino (B.5.c)

## Cimas principales

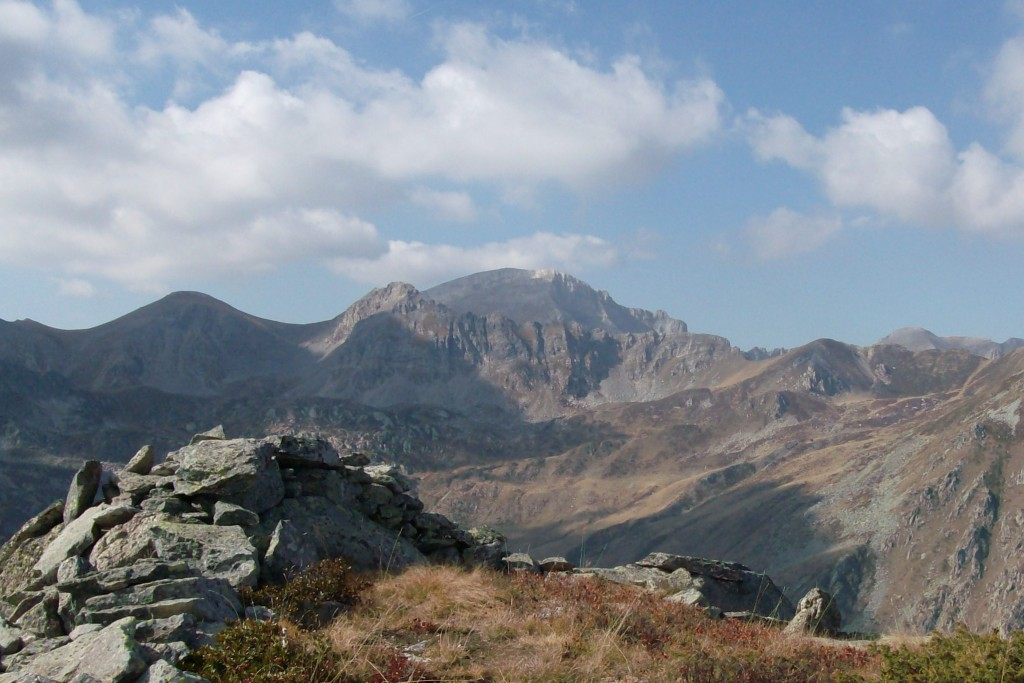
El Monte Mongioie.

Las montañas principales pertenecientes a los Alpes del Marguareis son:
- Punta Marguareis (2.651 m)
- Monte Mongioie (2.630 m)
- Cima delle Saline (2.612 m)
- Cima Pian Ballaur (2.604 m)
- Cima Palù (2.538 m)
- Bric Conolia (2.531 m)
- Cima della Fascia (2.495 m)
- Monte Bertrand (2.482 m)
- Pizzo d'Ormea (2.476 m)
- Cima Seirasso (2.435 m)
- Cima Pertegà (2.404 m)
- Bric Costa Rossa (2.404 m)
- Testa Ciaudion (2.386 m)
- Cima di Velega (2.384 m)
- Monte Mondolè (2.382 m)
- Cima Missun (2.356 m)
- Monte Becco (2.300 m)
- Monte Besimauda (2.231 m)
- Monte Saccarello (2.201 m)
- Punta Mirauda (2.157 m)
- Monte Frontè (2.152 m)
- Monte Antoroto (2.144 m)
- Cima Garlenda (2.141)
- Cima di Marta (2.136 m)
- Monte Pietravecchia (2.038 m)
- Monte Grosso (2007 m)
- Monte Bausetti (2004 m)
- Monte Toraggio (1.971 m)
- Bric Mindino (1.879 m)
- Monte Alpet (1.611 m)
- Monte Guardiabella (1.218 m)